# Eileen Kramer
Eileen Kramer (Bahía de Mosman, Sídney, 8 de noviembre de 1914-Nueva Gales del Sur, 15 de noviembre de 2024) fue una bailarina, coreógrafa y supercentenaria australiana.

## Biografía
Creció en Sídney y cursó los estudios de Música en el Sydney Conservatorium de Música, antes de ver la compañía de baile Gertrud Bodenwieser en 1939, ya se había decidido a dedicar su vida a la danza. Viajó a India, Europa y América antes de regresar a Australia a la edad de 99 "porque echaba en falta las kookaburras".
En 2008, ella autopublicó el libro Walkabout Bailarín (Trafford Editorial: ISBN 978-1-4251-7359-3
ISBN 978-1-4251-7359-3 978-1-4251-7359-3), en donde cuenta su vida.
Su carisma inspiró a varios artistas, como por ejemplo "Un retrato de Kramer, La quietud interior de Eileen Kramer", este fue realizado por el cirujano plástico Andrew Lloyd Greensmith y quedó finalista en el premio Archibald en 2017.
En 2017, con 103 años, Kramer crea el baile-obra "Una Mujer de Buda", inspirado en sus viajes a la India. Forma parte de un extenso trabajo que conmemora su larga y activa vida, apoyada y patrocinada por el Instituto de Salud de las Artes.
En 2017 otro retrato de Kramer fue realizado por la cineasta Sue Healey, este fue finalista en el Premio de Retrato Digital (Galería de Retrato Nacional, Canberra) y finalista en el 65.º Blake Prize (Casula Powerhouse, Sídney) en el año 2018.